# Сімона Вейль (політик)
Сімо́на Вейль (фр. Simone Veil; 13 липня 1927, Ніцца — 30 червня 2017, Париж) — французька правниця і політична діячка, була міністром охорони здоров'я Франції під керівництвом президента Валері д'Естена, Президентом Європейського парламенту і членом Конституційної ради Франції.
Знана як авторка «закону Вейль», що набув чинності 17 січня 1975 року та скасував кримінальну відповідальність за штучний аборт.

## Друга світова
Сімона Вейль народилась 13 липня 1927 року у Ніцці в непрактикуючій єврейській родині.
Після нацистського вторгнення, сім'я Жакоб отримала фальшиві документи, щоб скрити свою особу. 30 березня 1944 року вона була заарештована, а 13 квітня 1944 року —  депортована до Аушвіца з мамою та сестрою.
Вона уникла смерті, сказавши що їй 18 років. 18 січня 1945 року, коли радянські війська наступали на Аушвіц, вона разом з іншими в'язнями брала участь у 70-кілометровому марші смерті. Вона прибула до табору в Берген-Бельзен 30 січня 1945 року. Її мати померла від висипного тифу та виснажливого маршу 15 березня. Через місяць; 15 квітня 1945, табір Берген-Бельзен був звільнений британськими солдатами. Сімона Вейль повертається у Францію.

## Французька політична кар'єра
З 1970 Сімона Вейль — перша жінка генеральний секретар магістратури.
Сімона Вейль, призначена міністром охорони здоров‘я та соціальних справ президентом д'Естеном, стала другою жінкою на цій посаді. Вона прийняла закон про декриміналізацію добровільного переривання вагітності (ДПВ-аборт). Цей закон називають «законом Вейль». Сімона Вейль захищала права жінок і боролася з нерівністю, жертвами якої є жінки.

## Європейська політична кар'єра
У 1979 році вперше члени Європейського парламенту були обрані загальним голосуванням.
17 липня 1979 року Сімону Вейль обрали членом Європейського парламенту. Вона стає першим президентом Європейського парламенту, обраним загальним голосуванням. На цій посаді вона перебувала до 1982 року. Сімона Вейль — переконана європейка. У своїй інвеститурній промові вона сказала, що хоче єдиної Європи, яка не відтворює «помилок минулого».

## Смерть і входження до Пантеону
Сімона Вейль померла 30 червня 2017 року у віці 89 років. Феміністична асоціація подала петицію про її входження до Пантеону. Президент Макрон дуже швидко вирішив ввести Сімону та її чоловіка до Пантеону.
1 липня 2018 року відбулася церемонія вшанування, яка зібрала тисячі людей.